# Saint-Jean-Saint-Maurice-sur-Loire
 Saint-Jean-Saint-Maurice-sur-Loire  es una población y comuna francesa, situada en la región de Ródano-Alpes, departamento de Loira, en el distrito de Roanne y cantón de Roanne-Sud.

## Demografía
| 753 | 771 | 743 | 985 | 1061 | 1022 |
| Para los censos de 1962 a 1999 la población legal corresponde a la población sin duplicidades (Fuente: INSEE [Consultar]) |     |     |     |      |      |